# Karl Heinz Klee
Karl Heinz Klee (Innsbruck, 9 de junho de 1930 – Rum, 21 de setembro de 2008) foi um advogado e juiz esportivo austríaco, condecorado com a Medalha Pierre de Coubertin pelo Comitê Olímpico Internacional.
Klee foi um ávido esquiador e como advogado lidou frequentemente com assuntos legais ligados ao esporte. Entre 1966 e 1972 ele foi o presidente, e depois desta época presidente-honorário, da Federação Austríaca de Esqui. Ele tornou-se famoso durante os Jogos Olímpicos de Inverno de 1972, em Sapporo, no Japão, pela indignação pública demonstrada após a exclusão das competições do esquiador austríaco Karl Schranz  devido ao fato do esquiador ter feito propaganda  comercial não-autorizada no passado: "Isto é uma hipocrisia. O esporte tem, desde sempre e em todos lugares, sido praticado como uma profissão".
Foi secretário-geral do Comitê Organizador dos Jogos Olímpicos de Inverno de 1976, em Innsbruck – onde foi o principal negociador dos direitos de transmissão por tv com a americana ABC, as primeiras feitas ao vivo em cores dos Jogos de Inverno – presidente e presidente-honorário da Federação de Esquiadores Alpinos da Áustria, membro da Tribunal Arbitral do Esporte em Lausanne e presidente da Associação de Advogados do Tirol.
Um doutor em leis, representou a Federação Austríaca de Esqui no caso de doping por transfusão de sangue envolvendo o esquiador Walter Mayer nos Jogos Olímpicos de Inverno de 2002 em Salt Lake City.
Em 1976 Klee foi condecorado pelo COI com a Medalha Pierre de Coubertin por seus serviços prestados aos esportes de inverno através dos anos. Entre outras honrarias, recebeu também a Ehrenzeichen für Verdienste um die Republik Österreich, classe Goldene Medaille (medalha de ouro), honraria civil dada pelo governo austríaco, o Prêmio de Distinção do Estado do Tirol, o Anel Honorário da cidade de Innsbuck, a Ordem Nacional do Mérito, da França, no grau de Comandante e a Nordstjärneorden (Ordem da Estrela Polar) no grau de Cavaleiro, do governo sueco.